# Isturgia limbaria
Isturgia limbaria är en fjärilsart som beskrevs av Fabricius 1775. Isturgia limbaria ingår i släktet Isturgia och familjen mätare. Inga underarter finns listade i Catalogue of Life.

## Bildgalleri

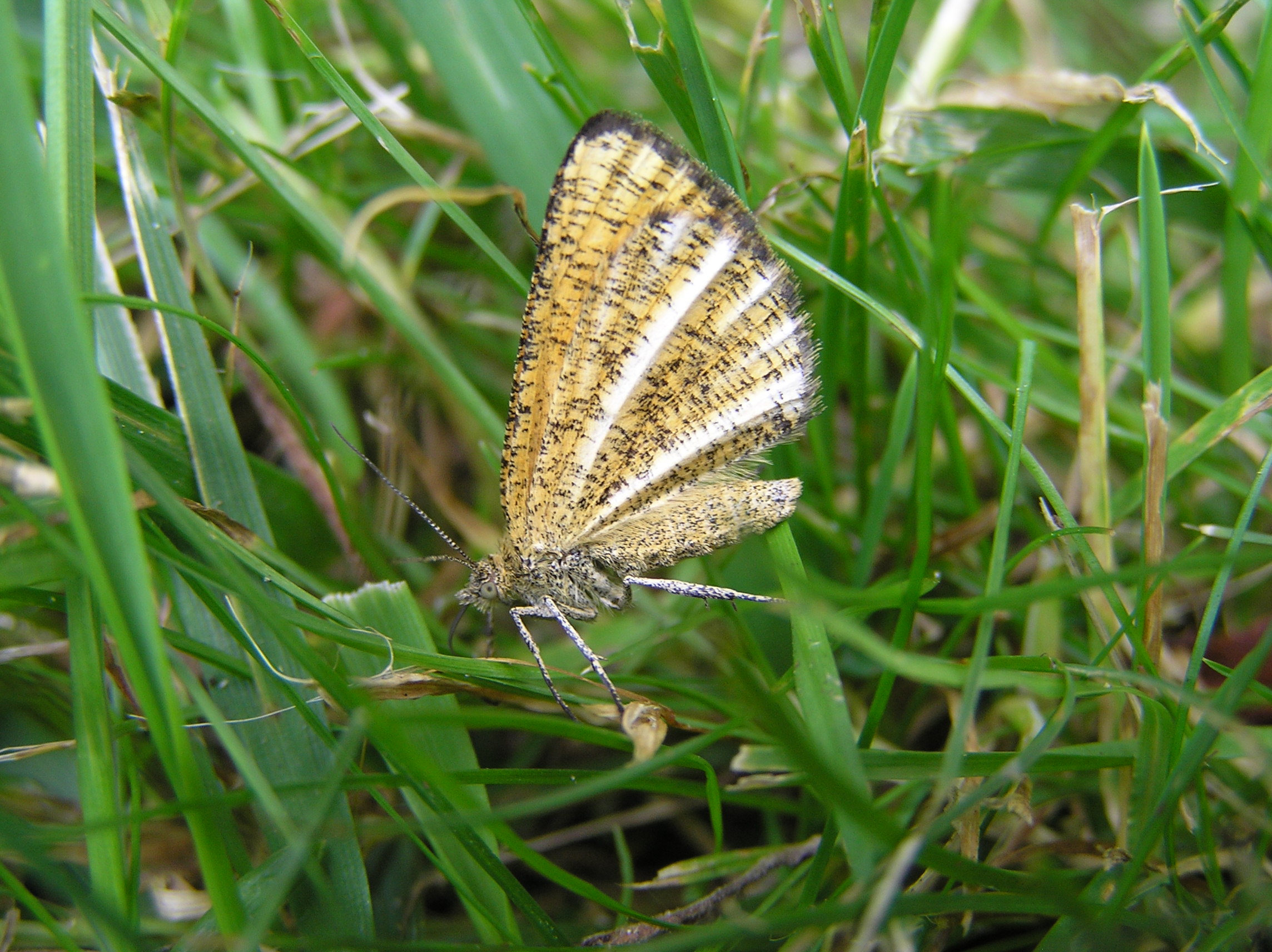